# 수상한 커튼
수상한 커튼(본명:김은희, 1980년 8월 17일~)은 대한민국의 싱어송라이터이다.

## 음반

### 싱글
- 수상한 커튼(2009년)
- 겨울의 끝(2011년)

### 정규 앨범
- 아직 하지 못한 말(2010년)
- 아름다운 날(2013)
- 수상한 커튼의 일년(2016)

## 경력
- 2006년 그룹 空 멤버
- 2008년 단편애니메이션 《외출》 음악감독
- 2011년 장편애니메이션 《은실이》 음악감독